# Menschen im Krieg
Menschen im Krieg von Andreas Latzko (1876–1943) ist eines der frühesten Beispiele für Antikriegsliteratur von Exilpazifisten. Das Buch wurde von einem Kämpfer im Ersten Weltkrieg geschrieben, als dieser noch nicht vorbei war. Das 1917 verfasste Buch des pazifistischen Schriftstellers, das noch im selben Jahr im Schweizer Rascher Verlag erschien – in der ersten Auflage anonym – berichtet in sechs Abschnitten über Leben und Sterben an der Isonzofront und ist ein heutzutage nahezu vergessenes Meisterwerk pazifistischer Kriegsliteratur.

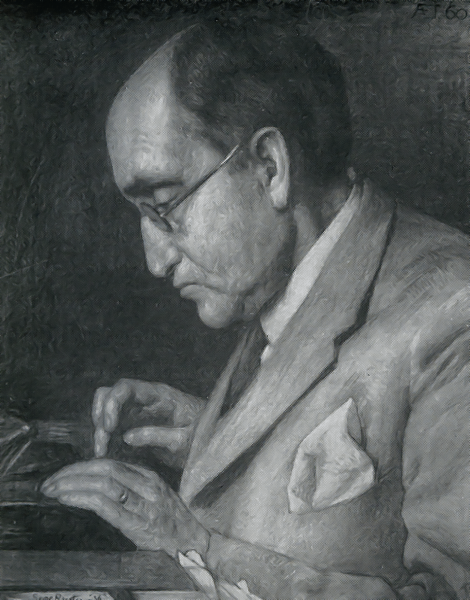
Andreas Latzko (1876–1943)

## Inhalt
Das Buch besteht aus den sechs Novellen Der Abmarsch, Feuertaufe, Der Sieger, Der Kamerad, Heldentod und Heimkehr, die der Autor während seiner Kur in Davos in der Schweiz schrieb, nachdem er Ende 1916 nach acht Monaten schwer traumatisiert aus dem Lazarett entlassen worden war. Der Autor setzt sich darin mit der Situation des Krieges an der Isonzofront auseinander, an der er seit Beginn des Krieges zwischen Italien und Österreich-Ungarn gedient hatte.
Latzkos Buch wurde ein großer Erfolg und in viele Sprachen übersetzt und in allen kriegsführenden Staaten wurde das Buch umgehend verboten. Der in Budapest geborene österreich-ungarische Autor selbst wurde deshalb vom Armee-Oberkommando der k.u.k. Armee degradiert, er wurde mit seinem Antikriegsbuch jedoch weit über die Grenzen Österreichs berühmt. Auch während des Nationalsozialismus wurde alles dafür getan, das Werk des frühen Mahners und Warners vor der allgemeinen Kriegslust vergessen zu machen, es wurde als „wider den deutschen Geist“ abgestempelt. Der Autor, der später im holländischen Exil starb, wurde erst sehr spät nach dem Krieg einem breiteren Publikum bekannt. Sein Werk steht jedoch bis heute im Schatten der Bekanntheit von Im Westen nichts Neues (1929) von Erich Maria Remarque (1898–1970). Vor dessen Erscheinen ist Menschen im Krieg das wohl international bekannteste Kriegsbuch deutscher Sprache gewesen. Es wurde in mehr als fünfzehn Sprachen übersetzt.
Der Journalismus seiner Zeit wurde darin kritisch betrachtet:

„Gibt es wirklich Menschen aus Fleisch und Blut, die noch eine Zeitung in die Hand nehmen können, ohne dass ihnen der Schaum vor dem Mund stände? Kann man wirklich das Bild von angeschossenen Zweifüßlern, die unter strömendem Regen, auf einer schlammigen Wiese, langsam, stumpfsinnig verbluten, im Gehirn tragen, und doch ruhig die Schurkereien über lückenlosen Samariterdienst, federnde Krankenwagen und nobeltapezierte Schützengräben lesen, mit welchen diese Kerle sich militärfrei dichten?“

In der Sammlung Europäische Bücher im Max Rascher Verlag in Zürich, in  der das Buch erschien, erschien auch die deutsche Übersetzung von Le Feu (Das Feuer) von Henri Barbusse und Requiem für die Gefallenen von Europa von Iwan Goll. In der gleichen Sammlung erschien 1918 auch Latzkos Buch Friedensgericht.
Als sein Buch in Frankreich veröffentlicht wurde, schrieb Romain Rolland (Au-dessus de la mêlée) die Vorrede, Henri Barbusse (Le Feu) das Vorwort und Marcel Martinet (Les Temps maudits) das Nachwort.

Der Pazifist und Satiriker Karl Kraus (1874–1936) – zu dessen Hauptwerken das fünfaktige Lesedrama Die letzten Tage der Menschheit (1918) und die Zeitschrift Die Fackel gehören – der Latzkos Werk früh in seiner Fackel gesichtet hatte (1917), urteilte später darin über den Autor und sein Werk (1931): 

„Andreas Latzko muss eine Tat unvergessen bleiben: seine Novellenfolge Menschen im Kriege, die zu einer Zeit erschien, da es noch lebensgefährlich war, gegen den Weltirrsinn Protest anzusagen.“

Henri Barbusse (1873–1935) schrieb in einem Brief an Carl Seelig aus dem Jahr 1919: 

„Ich habe das Werk Latzkos wieder und wieder gelesen. Es ist bewundernswert und dieser Mensch besitzt eine Begabung allerersten Ranges (...). Sie müssen ihn beim deutschen und österreichischen Militär dafür verfluchen, dass er ein Buch von solch' treffender und lebendiger Wahrheit geschrieben hat.“